# Theodor Tantzen der Ältere
Theodor Johann Tantzen (sen) (* 14. März 1834 auf Hof Grönland a. d. Weser (heute Nordenham); † 9. Februar 1893 in Heering a. d. Weser) war ein Landwirt und liberaler Politiker im Großherzogtum Oldenburg.

## Familie
Die Bauernfamilie Tantzen gehörte zu den Honoratioren des Oldenburger Landes. Bereits sein Vater Hergen Tantzen (1789–1853) war Abgeordneter des Oldenburgischen Landtags. Auch zwei seiner acht Kinder wurden als Politiker bekannt: Ernst Tantzen (1857–1926) wurde Landtagspräsident und Theodor Tantzen der Jüngere (1877–1947) war 1919 bis 1923 und 1945 bis 1946 oldenburgischer Ministerpräsident. Zur Unterscheidung von seinem gleichnamigen Sohn wurde Theodor Tantzen üblicherweise mit dem Zusatz sen. gekennzeichnet.
Die Mutter von Theodor Tantzen war die zweite Ehefrau Hergen Tantzens, Margarethe Rebecca geborene Müller (26. März 1789 bis 6. Dezember 1848). Sie war Tochter des Kaufmanns Heinrich Müller und dessen Ehefrau Anna Rebecka geborene Hedden.
Theodor Tantzen heiratete am 18. Mai 1855 Anna Magdalene Lührs (26. Oktober 1835 bis 19. Juni 1919), die Tochter des Hausmanns Ortgies Lührs und dessen Frau Hiske geborene Meinen. Die Tochter Henriette (1862–1941) heiratete den Bankdirektor Carl Wilhelm Jaspers (1850–1940). Der Philosoph Karl Jaspers (1883–1969) ist Kind dieses Ehepaars.

## Leben
Theodor Tantzen wuchs in Heering auf und besuchte die Volksschule in Abbehausen und die höhere Bürgerschule in Varel. Anschließend entschloss er sich auf anhaltendes Drängen des Vaters zu einer landwirtschaftlichen Lehrzeit. 1855 übernahm er den väterlichen Hof, der mit einer Größe von rund 50 Hektar wirtschaftliche Unabhängigkeit bedeutete und ihm politische Aktivität auf kommunaler und landespolitischer Ebene ermöglichte.
Als Mitglied der Fortschrittspartei wurde er im Dezember 1866 in den Oldenburgischen Landtag gewählt. Dort war er bis 1869 und erneut 1872 bis zu seinem Tode 1893 Mitglied. Im Landtag gehörte er der Finanzkommission an. Zusätzlich engagierte er sich als Mitglied des Gemeinderats, des Schulrats sowie des Amtsrats und gehörte auch dem Zentralvorstand der Oldenburgischen Landwirtschaftsgesellschaft an.
Er starb nach zwei schweren Operationen im Februar 1893 an Magen-Darm-Krebs.